# ISO 3166-2:AL
ISO 3166-2:AL este o secțiune a ISO 3166-2, parte a standardului ISO 3166, publicat de Organizația Internațională de Standardizare (ISO), care definește codurile pentru subdiviziunile Albaniei (a cărui cod ISO 3166-1 alpha-2 este AL).
În prezent sunt asignate coduri pentru două niveluri de subdiviziuni
- 12 regiuni — Fiecare regiune are asignat un număr  de la 1 la 12
- 36 districte — Fiecare cod începe cu AL-, urmat de două litere.

## Codurile actuale
Codurile și numele diviziunilor sunt listate așa cum se regăsesc în standardul publicat de Agenția de Mentenanță a standartului ISO 3166 (ISO 3166/MA). Faceți click pe butonul din capul listei pentru a sorta fiecare coloană.
| Cod | Nume subdiviziune |
| --- | ----------------- |
| 1   | Berat             |
| 9   | Dibër             |
| 2   | Durrës            |
| 3   | Elbasan           |
| 4   | Fier              |
| 5   | Gjirokastër       |
| 6   | Korçë             |
| 7   | Kukës             |
| 8   | Lezhë             |
| 10  | Shkodër           |
| 11  | Tiranë            |
| 12  | Vlorë             |

## Districte
| Cod   | Nume Subdiviziune | Regiune         |
| ----- | ----------------- | --------------- |
| AL-BR | Berat             | Berat (1)       |
| AL-BU | Bulqizë           | Dibër (9)       |
| AL-DL | Delvinë           | Vlorë (12)      |
| AL-DV | Devoll            | Korçë (6)       |
| AL-DI | Dibër             | Dibër (9)       |
| AL-DR | Durrës            | Durrës (2)      |
| AL-EL | Elbasan           | Elbasan (3)     |
| AL-FR | Fier              | Fier (4)        |
| AL-GR | Gramsh            | Elbasan (3)     |
| AL-GJ | Gjirokastër       | Gjirokastër (5) |
| AL-HA | Has               | Kukës (7)       |
| AL-KA | Kavajë            | Tiranë (11)     |
| AL-ER | Kolonjë           | Korçë (6)       |
| AL-KO | Korçë             | Korçë (6)       |
| AL-KR | Krujë             | Durrës (2)      |
| AL-KC | Kuçovë            | Berat (1)       |
| AL-KU | Kukës             | Kukës (7)       |
| AL-KB | Kurbin            | Lezhë (8)       |
| AL-LE | Lezhë             | Lezhë (8)       |
| AL-LB | Librazhd          | Elbasan (3)     |
| AL-LU | Lushnjë           | Fier (4)        |
| AL-MM | Malësi e Madhe    | Shkodër (10)    |
| AL-MK | Mallakastër       | Fier (4)        |
| AL-MT | Mat               | Dibër (9)       |
| AL-MR | Mirditë           | Lezhë (8)       |
| AL-PQ | Peqin             | Elbasan (3)     |
| AL-PR | Përmet            | Gjirokastër (5) |
| AL-PG | Pogradec          | Korçë (6)       |
| AL-PU | Pukë              | Shkodër (10)    |
| AL-SR | Sarandë           | Vlorë (12)      |
| AL-SK | Skrapar           | Berat (1)       |
| AL-SH | Shkodër           | Shkodër (10)    |
| AL-TE | Tepelenë          | Gjirokastër (5) |
| AL-TR | Tiranë            | Tiranë (11)     |
| AL-TP | Tropojë           | Kukës (7)       |
| AL-VL | Vlorë             | Vlorë (12)      |